# Tempestades
Tempestades es el álbum debut de la banda argentina de heavy metal Tren Loco, publicado en 1992 por Philips Records.

## Detalles
En 1991 Tren Loco ganó un lugar en el concurso internacional de bandas "Yamaha Band Explosion" que tuvo lugar en Tokio, Japón en octubre de ese año.
El grupo obtuvo un segundo puesto que le valió un contrato con PolyGram Discos de Argentina, compañía que editaría este primer álbum en 1992.
El disco fue reeditado en CD con bonus tracks por el sello de la banda: Yugular, por Icarus, y finalmente en vinilo por Del Imaginario.
El título de la canción "Ey, griten!", originalmente "Hey Hitler", fue modificado para evitar problemas legales.

## Lista de canciones
| N.º | Título                        | Duración |  |
| 1.  | «Tempestades»                 | -        |  |
| 2.  | «¡Ey, Griten!»                | -        |  |
| 3.  | «Ella (Se mueve en silencio)» | -        |  |
| 4.  | «Alguien viene»               | -        |  |
| 5.  | «Whisky entre tus piernas»    | -        |  |
| 6.  | «Última noche en Tokio»       | -        |  |
| 7.  | «Piso al taco»                | -        |  |
| 8.  | «Estoy saliendo»              | -        |  |
| 9.  | «Yugular center»              | -        |  |
| 10. | «Nemesis (La vengativa)»      | -        |  |
| 11. | «La pesadilla del monje»      | -        |  |

## Créditos
- Carlos Cabral  - Voz
- Turco Atala - Guitarra
- Mauricio Pregler - Guitarra
- Gustavo Zavala - Bajo
- Sergio Rojas - Teclado
- Pollo Fuentes - Batería